# John Ehrlichman
John Ehrlichman ( anhörenⓘ Tacoma, Washington; 20 de marzo de 1925 - Atlanta, Georgia; 14 de febrero de 1999) fue un abogado, político y autor estadounidense. Fue el principal asesor de asuntos internos del presidente estadounidense Richard Nixon desde el 4 de noviembre de 1969 hasta el 30 de abril de 1973. Formó parte del círculo íntimo de Nixon con Bob Haldeman y fue una de las figuras clave en el escándalo Watergate.

## Vida
Ehrlichman nació en Tacoma, estado de Washington. Fue hijo único de Lillian Catherine (de soltera Danielson) y Rudolph Irwin Ehrlichman. En su juventud fue un boy scout muy dedicado y condecorado. También fue entonces un pescador activo. Se casó tres veces en su vida y fue padre de un total de 6 hijos de sus dos primeros matrimonios. Durante la Segunda Guerra Mundial, John Ehrlichman fue reconocido por su servicio como navegante de los B-24, que llevó a cabo en la 8.ª Flota Aérea de la Fuerza Aérea de los EE. UU.. Recibió la Cruz de Vuelo Distinguida por 26 misiones que llevó a cabo correspondientemente sobre Alemania. Su padre también sirvió en la Fuerza Aérea Canadiense y murió en un accidente en Torbay, Terranova, en mayo de 1942. Después de su servicio militar, Ehrlichman estudió gracias a una beca de soldado hasta 1948 ciencias políticas en la Universidad de California y consiguió allí una licenciatura. Luego se graduó en 1951 en Derecho en la Facultad de Derecho de Stanford y después se convirtió en socio de un bufete de abogados en Seattle de 1951 a 1968.

## Carrera política
Su entrada en la política ocurrió en 1960, cuando trabajó en el comité de campaña de Nixon en su primera campaña presidencial contra John F. Kennedy. También participó en la fallida campaña de Nixon para ser gobernador de California en 1962. Desempeñó un papel clave en la campaña electoral de Nixon en 1968 y posteriormente fue nombrado Consejero de la Casa Blanca el 20 de enero de 1969. El 4 de noviembre del mismo año fue ascendido a Asesor Jefe de Asuntos Internos del presidente y pasó así al círculo íntimo de Nixon. Junto con el jefe de gabinete Bob Haldeman, a quien conocía de la universidad, protegió en gran medida al presidente del mundo exterior. Debido a este escudo y a sus apellidos que suenan alemanes, los dos también fueron apodados más tarde con el nombre el "Muro de Berlín". Fuera de la Casa Blanca, sin embargo, Ehrlichman y Haldeman estaban bastante aislados.
Después de la publicación de los documentos secretos del Pentágono (sobre la guerra de Vietnam) de Daniel Ellsberg, Haldeman y Ehrlichman crearon en 1971 el grupo ilegal de los "fontaneros" para sellar las filtraciones de prensa. La primera acción de los "fontaneros" fue irrumpir en la consulta del psiquiatra de Ellsberg para hacer daño a Ellsberg. Sin embargo, durante el robo no se encontró nada útil, sólo el nombre Ellsberg en un cuaderno.
El papel de Ehrlichman durante su estancia en la Casa Blanca se limitó esencialmente a localizar a los enemigos de Nixon y eliminarlos. Por eso también se le conocía como el “bombero de la Casa Blanca”.

### Escándalo Watergate
Las conversaciones confidenciales entre Nixon, Haldeman y Ehrlichman en la Oficina Oval fueron grabadas a través de un sistema de cintas de la Casa Blanca y prueban que Ehrlichman y Haldeman fueron figuras clave en el escándalo Watergate.
Por ejemplo, una de las conversaciones grabadas entre Nixon y Ehrlichman del 1 de noviembre de 1972 prueban el crimen de la conspiración. Ambos discutieron medidas contra el Washington Post, el cual expuso el escándalo:
NIXON: And now they're finished.
EHRLICHMAN: Believe me, I would be very disappointed to see uns now forgive and forget.
NIXON: There ain't going to be no forgetting, and there'll be Goddman little forgiving, except they are going to know (unintelligible). They're off the guest list, they don't come to Christmas.
EHRLICHMAN: That to my way of thinking would be not nearly as important as coming down the pike--there will be our main chance. There will be a license application--
NIXON: Oh, I know. I know that sure.
EHRLICHMAN: But I would love to see you fire the silver bullets.
NIXON: How can I?
EHRLICHMAN: Well, your day will come.
NIXON: But John, how do you fire a silver bullet at the Post without them saying you're taking the FCC and trying to get after somebody?
EHRLICHMAN:  I think you could get away with it (Abuse of Power, The New Nixon Tapes, pp. 174-175).
Traducido:
NIXON: Y ahora han terminado.
EHRLICHMAN: Créame, me sentiría muy decepcionado si ahora perdonamos y olvidamos.
NIXON: No habrá olvido, y habrá muy poco perdón, excepto que lo sabrán (ininteligible). Están fuera de la lista de invitados, no vendrán a Navidad.
EHRLICHMAN: En mi opinión, eso no sería tan importante como bajar la pica: ahí estará nuestra principal oportunidad. Habrá una solicitud de licencia.
NIXON: Ah, lo sé. Lo sé, seguro.
EHRLICHMAN: Pero me encantaría verte disparar las balas de plata.
NIXON: ¿Cómo puedo?
EHRLICHMAN: Bueno, llegará tu día.
NIXON: Pero John, ¿cómo disparas una bala de plata al Post sin que digan que estás tomando la FCC y tratando de perseguir a alguien?
EHRLICHMAN: Creo que podrías salirte con la tuya (Abuse of Power, The New Nixon Tapes, págs. 174-175).
En una reunión muy emotiva en Camp David el 30 de abril de 1973 entre Nixon, Haldeman y Ehrlichman, Nixon persuadió a sus dos asesores, uno a uno, para que renunciaran por Watergate en conversaciones correspondientes muy personales. Nixon dijo más tarde en una entrevista con el periodista de la televisión británica David Frost : "Le dije que anoche antes de irme a dormir recé, incluso rogué, para no volver a despertarme". Nixon también mencionó esta frase en sus memorias. Ehrlichman era probablemente su amigo (al menos en opinión de Nixon), sobre todo por su constante proximidad al presidente.

### Condena
Ehrlichman nunca tuvo ningún sentimiento de injusticia respecto a su papel en el escándalo Watergate (que ya se hizo evidente en su audiencia ante el comité de investigación) y, por lo tanto, se declaró inocente durante su juicio. En 1975 Ehrlichman fue condenado a dos años y medio a 8 años de prisión por conspiración, obstrucción a la justicia y por perjurio hasta y otros 20 meses a 5 años adicionales por el robo en lugar del psiquiatra de Ellsberg en 1971. Ingresó en prisión el 28 de octubre de 1976 en la prisión federal de Safford, Arizona, donde cumplió un total de 18 meses de cárcel antes de ser liberado en abril de 1978. Debido a su condena por un delito grave, se le prohibió ejercer la abogacía después de su liberación.

### “Guerra contra las drogas”
El periodista Dan Baum publicó notas de su investigación de 1994 en la revista Harpers en 2016. En ese momento, entrevistó a Ehrlichman como parte de su proyecto de libro sobre la política de prohibición de las drogas. Ehrlichman, según esas notas, interrumpió sus preguntas y le explicó los motivos de la guerra contra las drogas de Nixon:

The Nixon campaign in 1968, and the Nixon White House after that, had two enemies: the antiwar left and black people. You understand what I’m saying? We knew we couldn’t make it illegal to be either against the war or black, but by getting the public to associate the hippies with marijuana and blacks with heroin, and then criminalizing both heavily, we could disrupt those communities. We could arrest their leaders, raid their homes, break up their meetings, and vilify them night after night on the evening news. Did we know we were lying about the drugs? Of course we did.

Traducido:
La campaña de Nixon en 1968 y la administración que la siguió tuvieron dos enemigos: la izquierda pacifista y los negros. ¿Entiende lo que estoy tratando de decir? Sabíamos que no podíamos prohibir estar en contra de la guerra o ser negro, pero al lograr que el público asociara a los hippies con la marihuana y a los negros con la heroína, y castigar severamente a ambos, pudimos desacreditar a estos grupos. Pudimos arrestar a sus líderes, registrar sus casas, clausurar sus reuniones y vilipendiarlos en las noticias noche tras noche. ¿Sabíamos que mentimos sobre las drogas? ¡Por supuesto que lo sabíamos!
Tres funcionarios de la administración de Nixon, Jeffrey Donfeld, Jerome H. Jaffe y Robert DuPont, respondieron a esta declaración enviando una carta al The Huffington Post. En esa carta contradijeron la representación. Dijero, que si Ehrlichman realmente hizo esas declaraciones, entonces serían sólo ejemplos de su agudo sarcasmo. Luego, el Huffington Post publicó reimpresiones de las citas de Nixon que tendían a respaldar la versión de Ehrlichman, como comentarios despectivos sobre los afroamericanos. Nixon los llamó "the 'little Negro bastards' on welfare [who] 'live like a bunch of dogs'" (los pequeños bastardos negros que reciben asistencia social y que viven como una jauría de perros).

### Últimos años
Después de salir de prisión, Ehrlichman se mudó a Santa Fe y ocupó diversos cargos como comentarista y escritor independiente. Cuando fue entrevistado en 1981, él llamó a Nixon una "figura muy lamentable en la historia de Estados Unidos". En 1982 se publicó su libro "Witness To Power". En ese libro suyo Ehrlichman, ahora completamente desilusionado, retrató a Nixon de una manera particularmente negativa.
John Ehrlichman murió en Atlanta en 1999 a causa de una complicación de diabetes tras un tratamiento de diálisis. Hasta su muerte, creía que Henry Kissinger era "Garganta Profunda" y no Mark Felt.

## Obras
- La empresa (1976)
- Toda la verdad (1979)
- Testigo del poder: Los años de Nixon (1982)

## Medios de comunicación
En la película Nixon de Oliver Stone, Ehrlichman fue interpretado por J. T. Walsh.

## Enlaces internos
- Esta obra contiene una traducción total derivada de «John Ehrlichman» de Wikipedia en alemán, concretamente de esta versión del 9 de septiembre de 2024, publicada por sus editores bajo la Licencia de documentación libre de GNU y la Licencia Creative Commons Atribución-CompartirIgual 4.0 Internacional.
- Introducción en la Enciclopedia de Washington HistoryLink (en inglés).

- Datos: Q1699957
- Multimedia: John Ehrlichman / Q1699957